# Isola Farnese

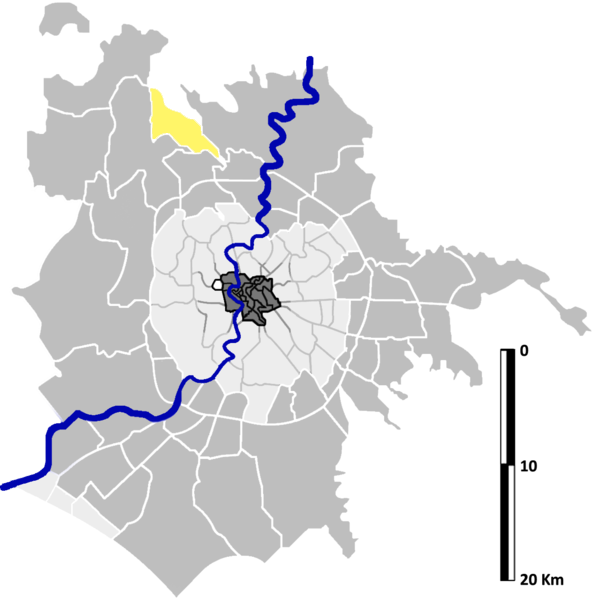
Localisation d'Isola Farnese sur la carte administrative de Rome.

Isola Farnese est une zona di Roma (zone de Rome) située au nord de Rome dans l'Agro Romano en Italie. Elle est désignée dans la nomenclature administrative par Z.LV et fait partie du Municipio XX. Sa population est de 3 862 habitants répartis sur une superficie de 14,03 km2.

## Histoire
Le nom de la zone provient de la topographie du lieu, isolé au milieu des canaux, et de sa propriété des Farnèse depuis le XVIe siècle. 
À l'est du quartier moderne se situe sur une hauteur « le bourg médiéval », où se trouve le Castello Farnese. La ville antique de Véies se trouvait au nord et à l'est de cette hauteur, séparée par un ravin.

## Lieux particuliers
- Le Castello Farnese
- L'église San Pancrazio

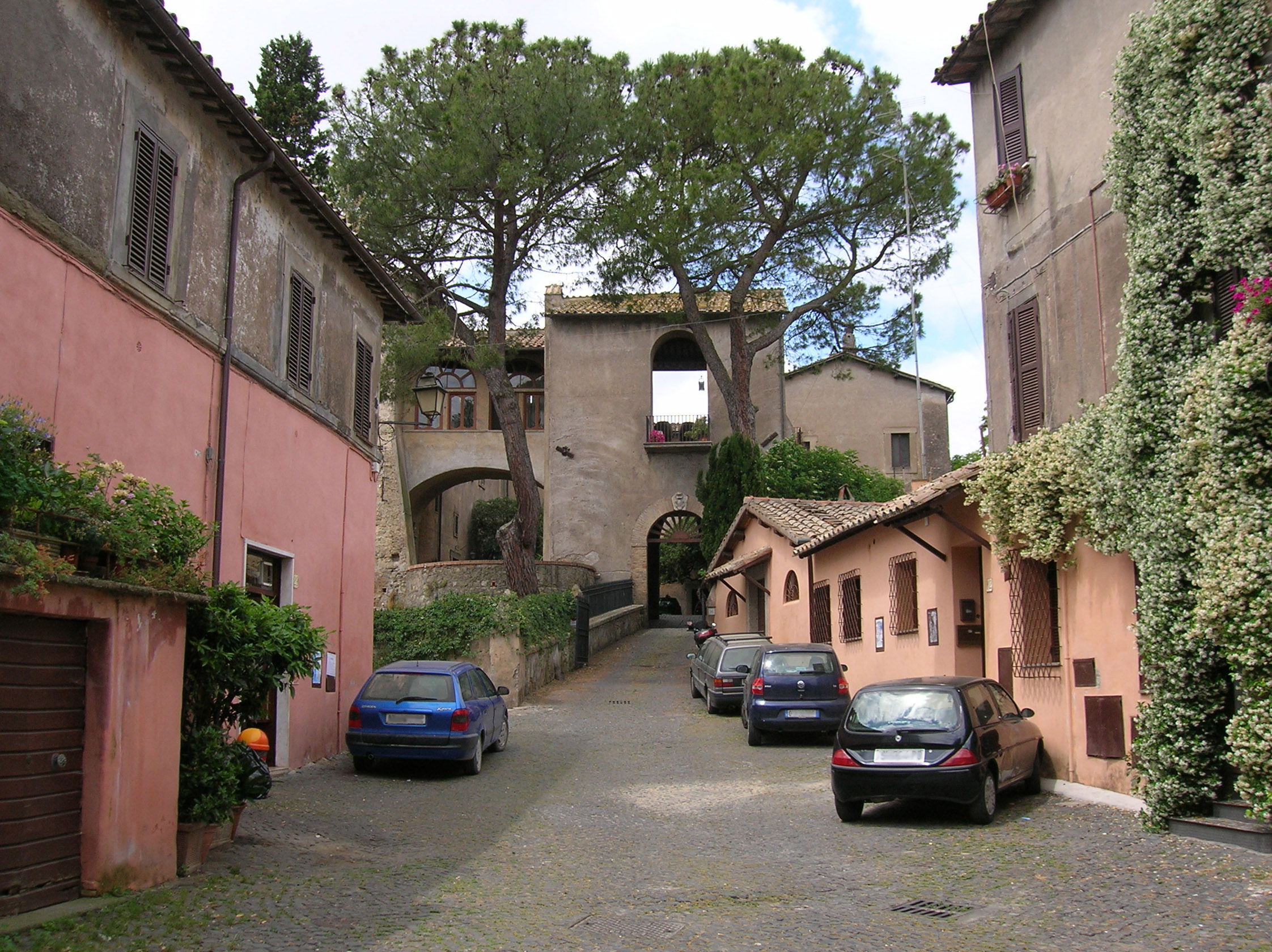
Bourg médiéval
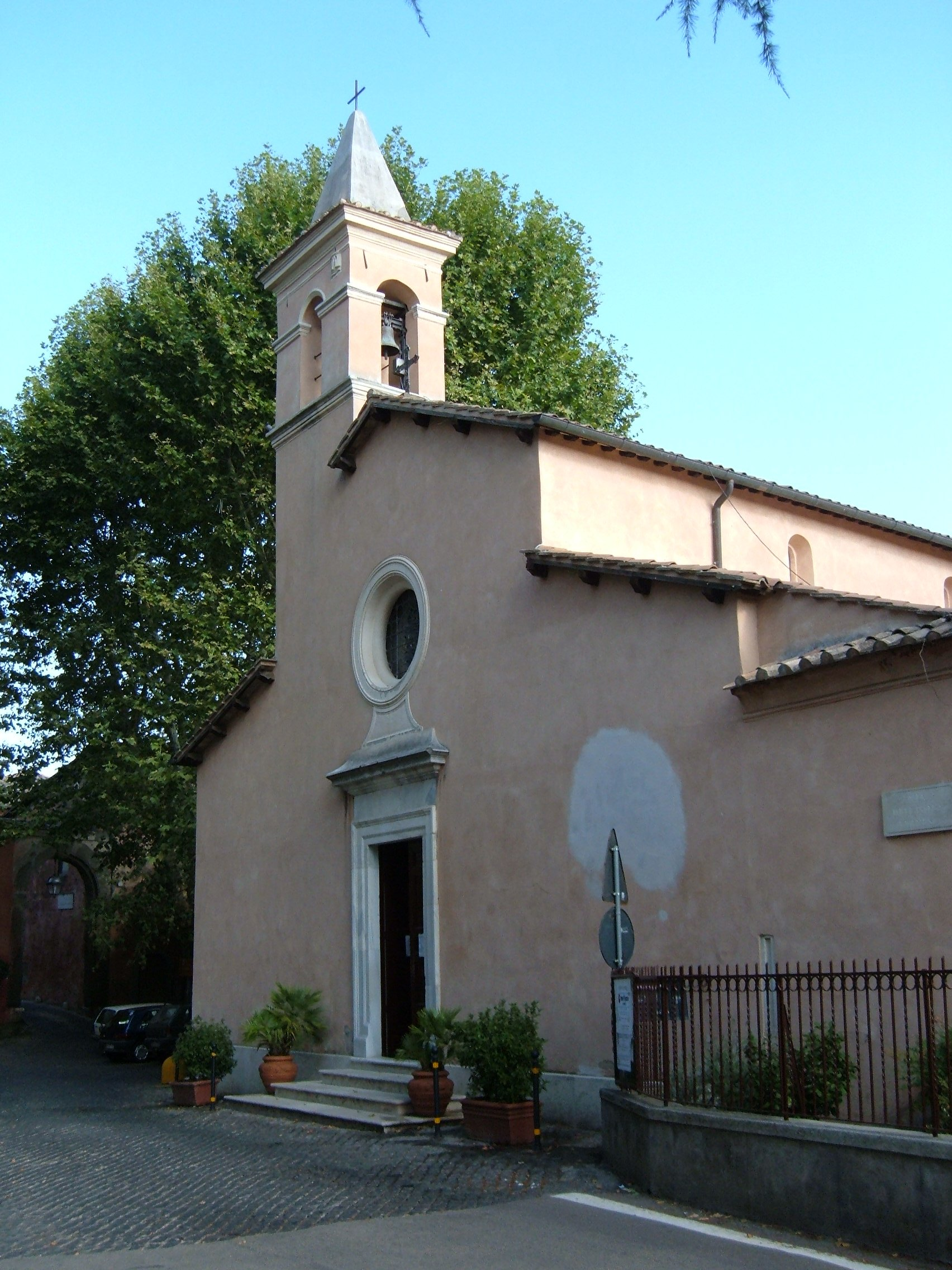
Église San Pancrazio
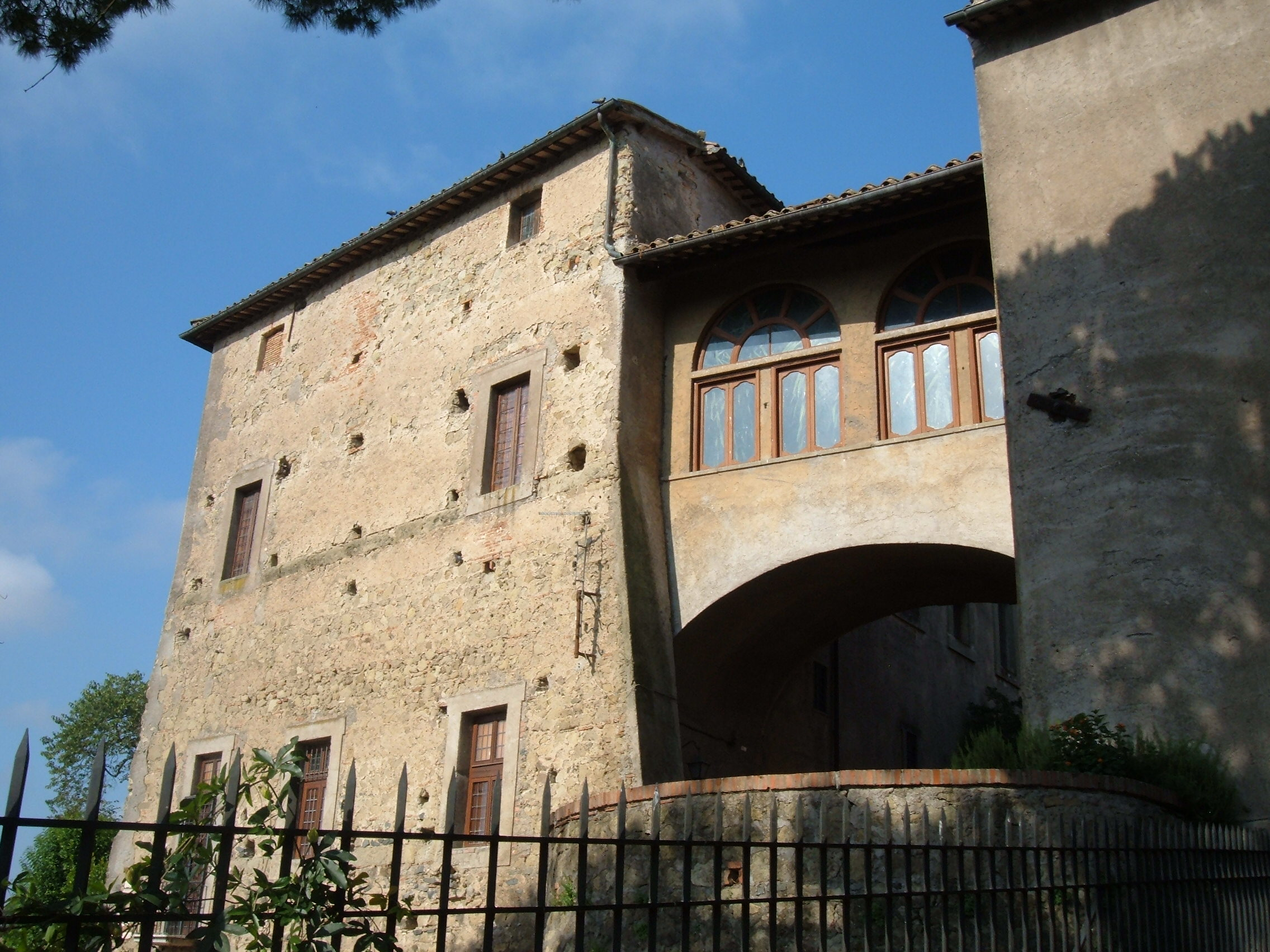
Castello Farnese
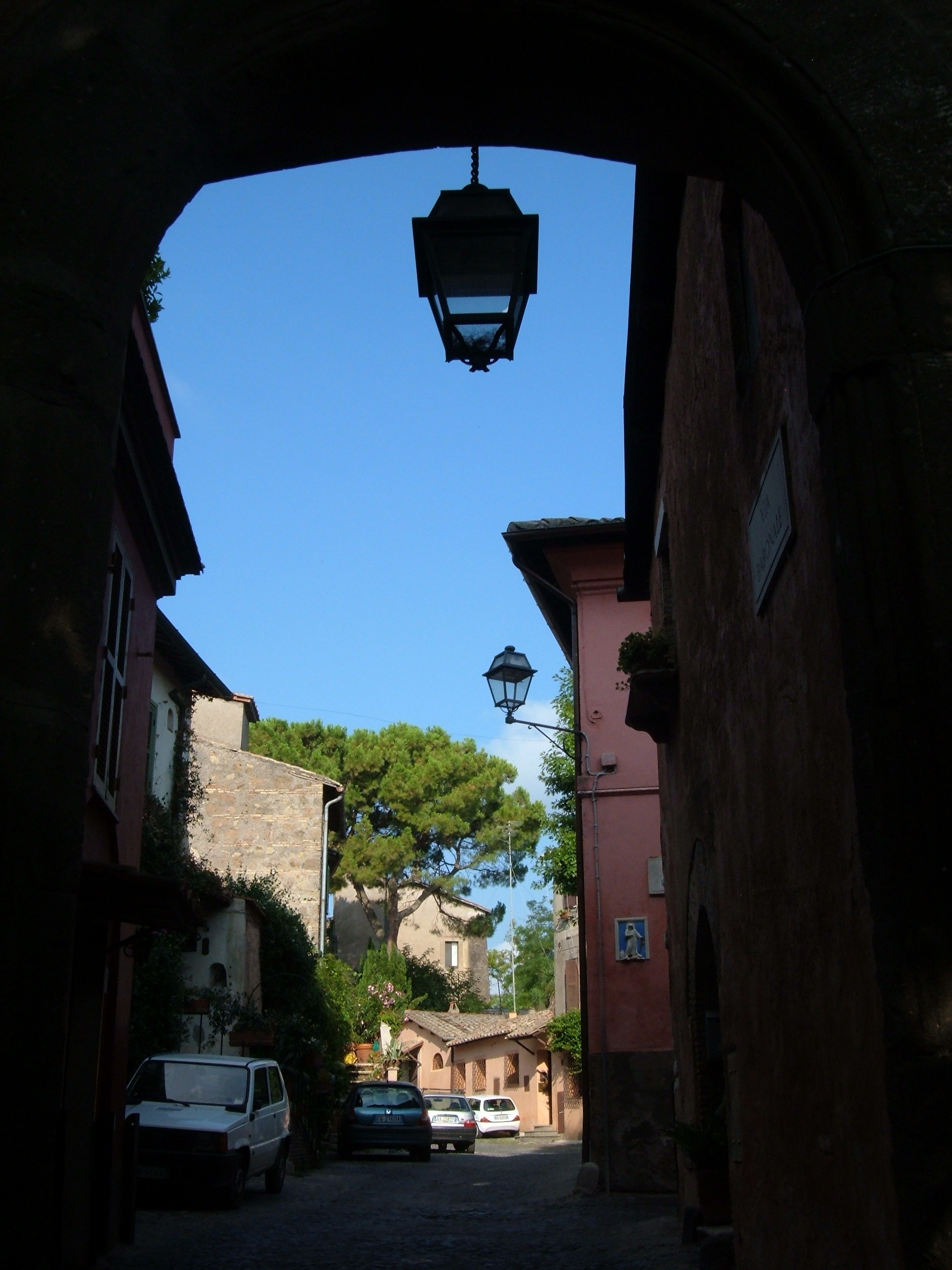
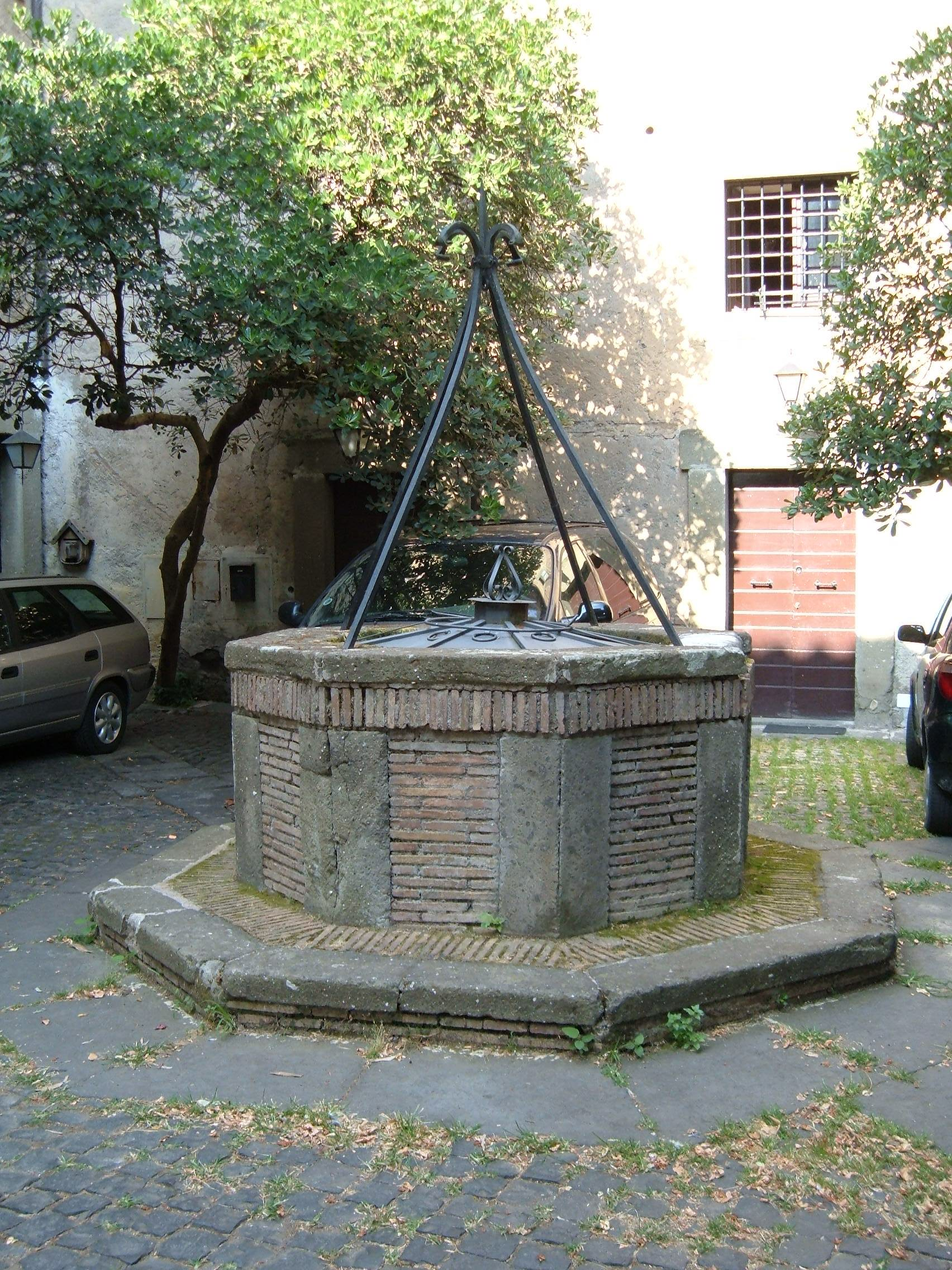